# Katastrofa metra w Waszyngtonie
Katastrofa metra w Waszyngtonie – kolizja dwóch pociągów metra, która miała miejsce 22 czerwca 2009 roku, o godzinie 17:02 czasu lokalnego (23:02 czasu polskiego) w Waszyngtonie. Do katastrofy doszło na Czerwonej Linii (ang. Red Line) w północno-wschodniej części miasta. W kolizji zginęło dziewięć osób, w tym maszynistka jednego z pociągów, 76 osób zostało rannych, z tego 6 rannych było w stanie krytycznym. Była to największa katastrofa w historii waszyngtońskiego metra.         
Do kolizji doszło, kiedy jeden z pociągów jadący na Czerwonej Linii ze stacji Glenmont do Shady Grove przed stacją Fort Totten wjechał w tył drugiego pociągu, który w tym momencie oczekiwał na wjazd na peron. Ruch między stacjami został wstrzymany. Niektórzy pasażerowie byli uwięzieni we wrakach maszyn przez dwie i pół godziny.        

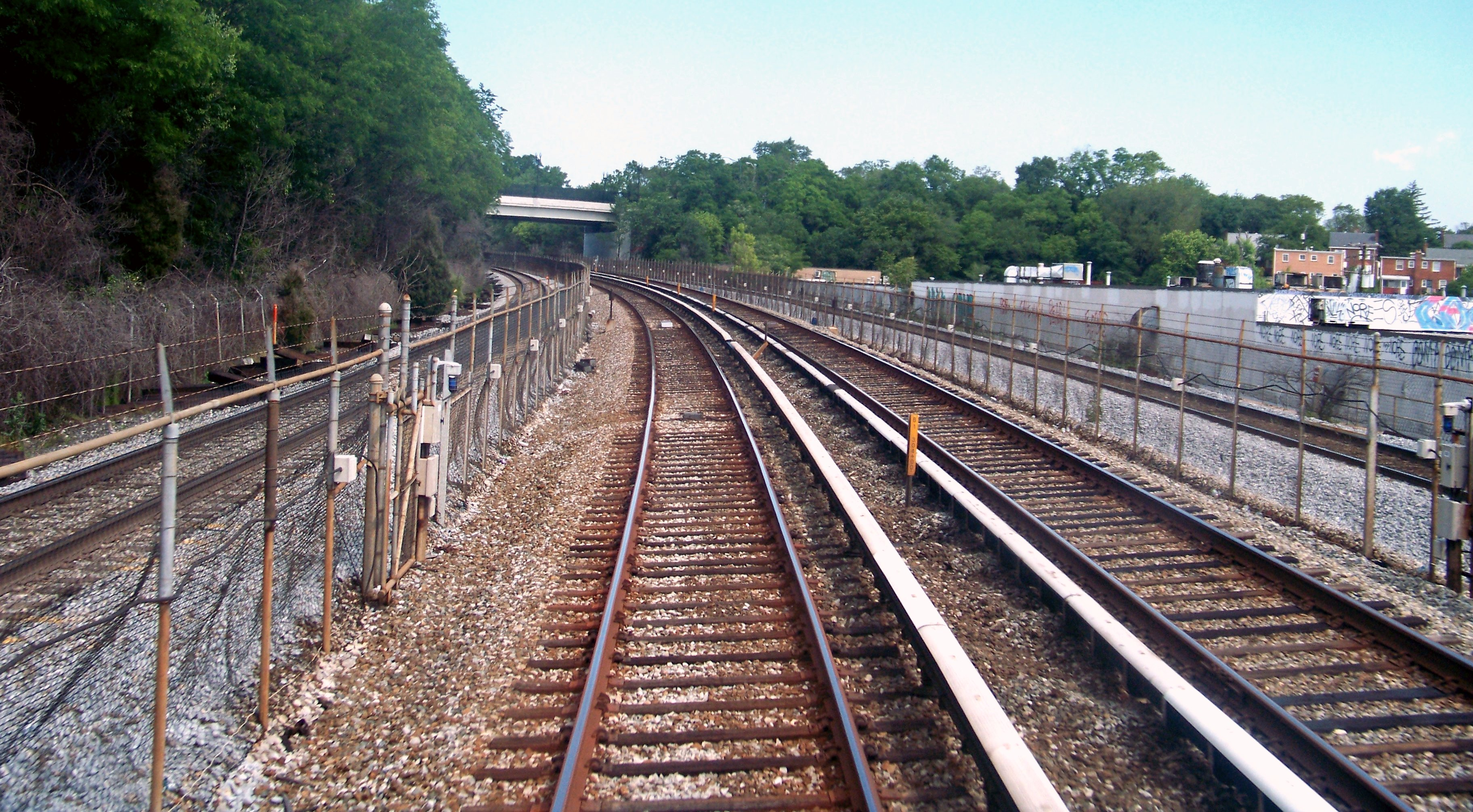
Miejsce katastrofy

Przyczyny wypadku badała Narodowa Rada Bezpieczeństwa Transportu. Przedstawiciel WMATA John Catoe stwierdził, że "choć przyczyny kolizji na razie nie są znane, to system komunikacji jest bezpieczny". Według rzeczniczki Departamentu Bezpieczeństwa Wewnętrznego Amy Kudwa władze wykluczają, że przyczyną wypadku mógł być zamach terrorystyczny.      
Ze względu na to zdarzenie ruch pomiędzy stacjami Silver Spring i Rhode Island Ave-Brentwood został wstrzymany do czasu zakończenia dochodzenia oraz usunięcia gruzów. Odcinek ten miał być zamknięty co najmniej do 23 czerwca. 